# Radio Valdivielso
Radio Valdivielso es una emisora de radio comunitaria que gestiona la Asociación Cultural Radio Valdivielso. Transmite, desde 2001 en la Frecuencia Modulada 106,0 MHz. La emisora está ubicada en Quintana de Valdivielso (Burgos, España). Sus estudios reciben el nombre del que fuera dulzainero de Valdivielso, Pedrito Barcina.  El target de la radio, es un público variado, desde gente mayor, deseosa de que se hable de sus pueblos y de sus gentes, hasta gente de cualquier lugar del mundo que  a través de sus podcast se conectan con una visión del mundo que cree en la ruralidad como motor de cambio.

## Historia
La aventura comenzó en mayo de 2001 y tuvo continuidad por petición popular. En 2004 se convirtió en emisora municipal, gestionada por la Asociación Cultural Radio Valdivielso, hasta el año 2010. Tras desvincularse del ayuntamiento continua emitiendo gracias a los más de 500 socios que financian este proyecto único. Radio Valdivielso no emite publicidad ni recibe ningún tipo de ayuda pública para su mantenimiento. Radio Valdivielso nació en 2001 de la casualidad y la locura, y creció con amor. Al calor de la voz de Jokin Garmilla, apasionado del periodismo y de la tierra –que son sus gentes- de sus padres. Alimentada por la colaboración de amigos y vecinos permanentes y ocasionales del Valle burgalés de Valdivielso, crecieron juntos. Hoy Valdivielso no son 14 aldeas solas, tienen conciencia de valle y proyección global. Superadas varias luchas y un cierre por decisión gubernativa, la Asociación Cultural Radio Valdivielso recibió en 2012 el Premio Fuentes Claras de la Junta de Castilla y León por su defensa del mundo rural, en 2014 fue la Asociación Tierras de Lara la que les concedió el premio David García. A través de un grupo de Facebook, "Radio Valdivielso, el poder de lo pequeño", mantiene reunida a la diáspora con un rincón del mundo que es parte de nuestra vida y merece la pena conocer: “Como el Paraíso, pero con radio” es uno de sus lemas. www.radiovaldivielso.es

## Actividades
La emisora organiza numerosas actividades al margen de la más importante que es la de las emisiones diarias. El programa de verano  "Échale cuento" dirigido a niños y familias combina actividades con actuaciones musicales, teatrales etc. También organizan campeonatos, talleres, charlas y realiza publicaciones, destacando una sobre aves. Además, realiza otras labores educativas.

## Programación
Emite las 24 horas, en directo de 10:00 a 14:00 de martes a domingo. Revista de prensa (10:00), entrevistas, debates y secciones fijas: ornitología, salud, historia.